# Pipdån
Pipdån (Galeopsis tetrahit) är en ettårig ört i familjen kransblommiga växter.
Pipdån blommar under högsommaren och hösten, framför allt i juli och september.

## Utseende
Släktet dån karaktäriseras av två kägelformiga knölar placerade på den undre kronläppens fäste i kronpipen. Pipdån kan bli upp till 70 centimeter höga. Bladen är smalt äggformade, håriga och grovt tandade. Blommorna kan variera mellan vit och mycket mörkt rosa. Den har fyra ståndare varav två är längre än de andra, och fruktämnet är fyrdelat. 
Stjälken är hårig och det är lätt att sticka sig på de spetsiga hyllena i blomkransarna. Hyllet är sambladigt med fem stycken skarpa spetsar. Foderbladen är ungefär lika långa som kronpipen, och den tvåläppiga blomman sticker ut uppåt ytterligare 6 millimeter.
Stjälken är, precis som övriga dån, tydligt uppsvälld under varje led.

## Utbredning och biotop
I Sverige är pipdån relativt vanlig ifrån Skåne till Västerbotten, och förekommer om än sällsynt även längre norrut. I Finland sträcker den sig ungefär lika långt norrut, men den finns dock i nästan hela Norge. Den finns även i USA:s norra delstater, plus även i Kalifornien och Louisiana, men är där introducerad av människan. I övriga Eurasien finns den fläckvis bland annat i Turkiet och Indien.
Pipdån klarar sig fint i de flesta typer av jord men föredrar närings- och kväverik jord. Eftersom den vantrivs med för mycket skugga så hittar man den ofta i kultur- och ruderatmarker; längs åkrar, gångstigar, hyggen, skogsgläntor och den är även ett vanligt ogräs i trädgårdar.

## Särskiljning av pipdån och toppdån

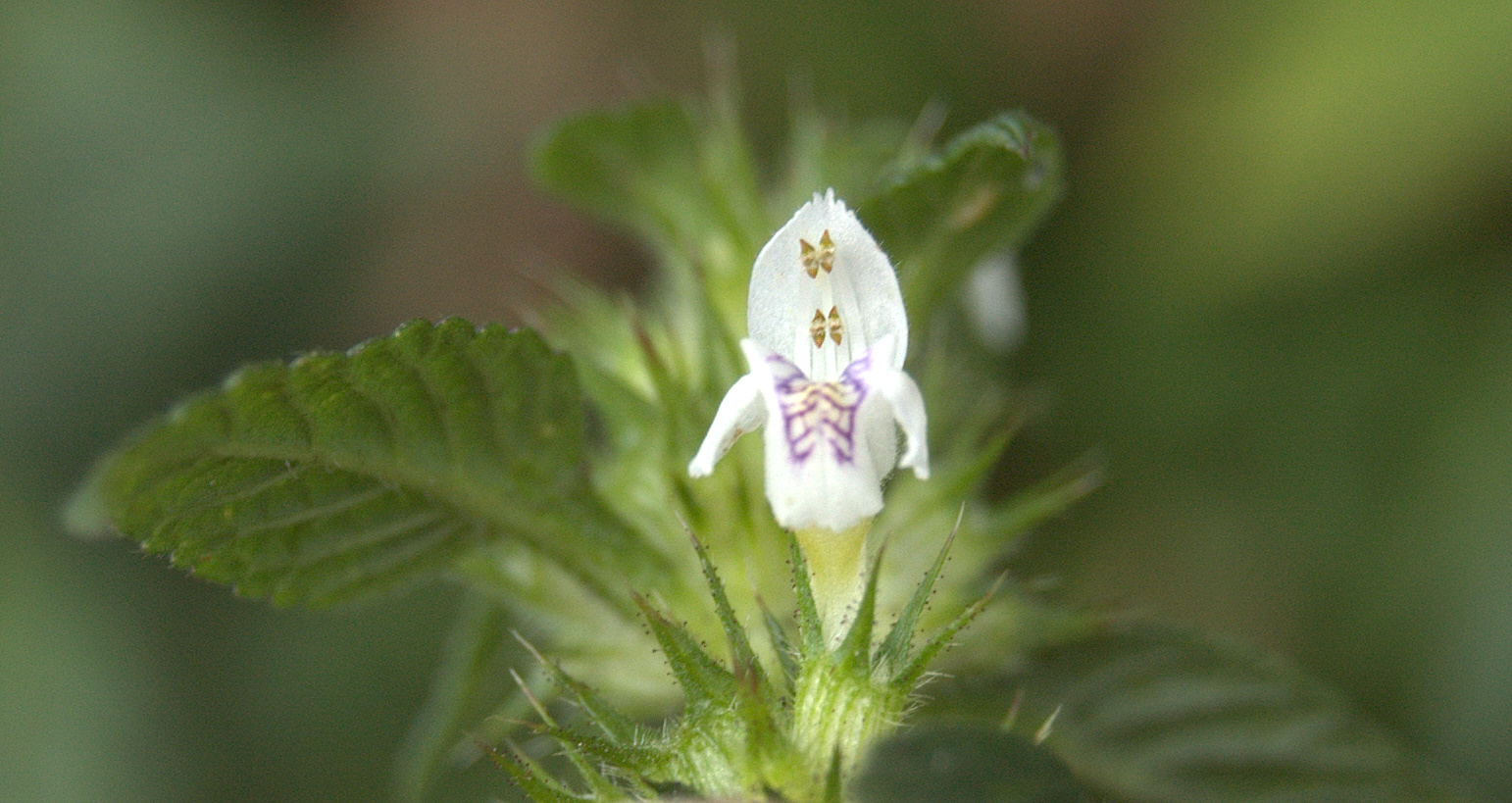
Pipdåns blomma där alla fyra karaktärsdragen tydligt visar att det är fråga om pipdån och inte toppdån. Klicka på bilden för att förstora.

Pipdån är extremt lik toppdån. Lägg märke till att båda arterna kan variera i färg mellan ganska mörkt röd och mycket ljust rosa, på gränsen till vit. Toppdån kan i vissa fall dessutom ha gula blommor. För att skilja dessa arter åt kan man undersöka fyra speciella karaktärsdrag. Det är relativt vanligt att man hittar exemplar där bara några av dessa karaktärsdrag stämmer, och dessutom bildar arterna ibland hybrider. Tidigare ansåg en del forskare att toppdån var en underart till pipdån.
Tre av de fyra karaktärsdrag som används för att skilja på arterna är relaterade till den undre kronläppens mittflik. Den undre kronläppens mittflik är vanligen vit eller ljusrosa, men kan ha mörkrosa eller mörklila partier.
Det första karaktärsdraget är den undre kronläppens mittfliks färgteckning.
Det andra karaktärsdraget är formen på mittfliken.
Det tredje särskiljande karaktärsdraget är huruvida underkanten på den undre kronläppens mittflik är urnupen (har ett hack i sig) eller inte.
Det fjärde karaktärsdraget som kan användas för att särskilja arterna är huruvida håren på den övre delen av plantan har glandelkörtlar i toppen.
- För pipdån är det mörkare partiet mindre och når inte hela vägen ner till botten av kronläppens mittflik, mittfliken är till formen kvadratisk, mittfliken inte urnupen utan rak och i många fall till och med aningen utåtbuktande och håren på övre delen av plantan har glandelkörtlar i toppen.
- För toppdån når det mörkare partiet ända ut till mittflikens underkant, mittfliken är till formen längre än vad den är bred, mittfliken urnupen och håren på den övre delen av plantan har i regel inte glandelkörtlar i toppen.

Den nya nordiska floran har en utmärkt illustration på sidan 509 som visar hur färgteckningen på den undre kronläppens mittflik varierar.

## Zoologisk interaktion

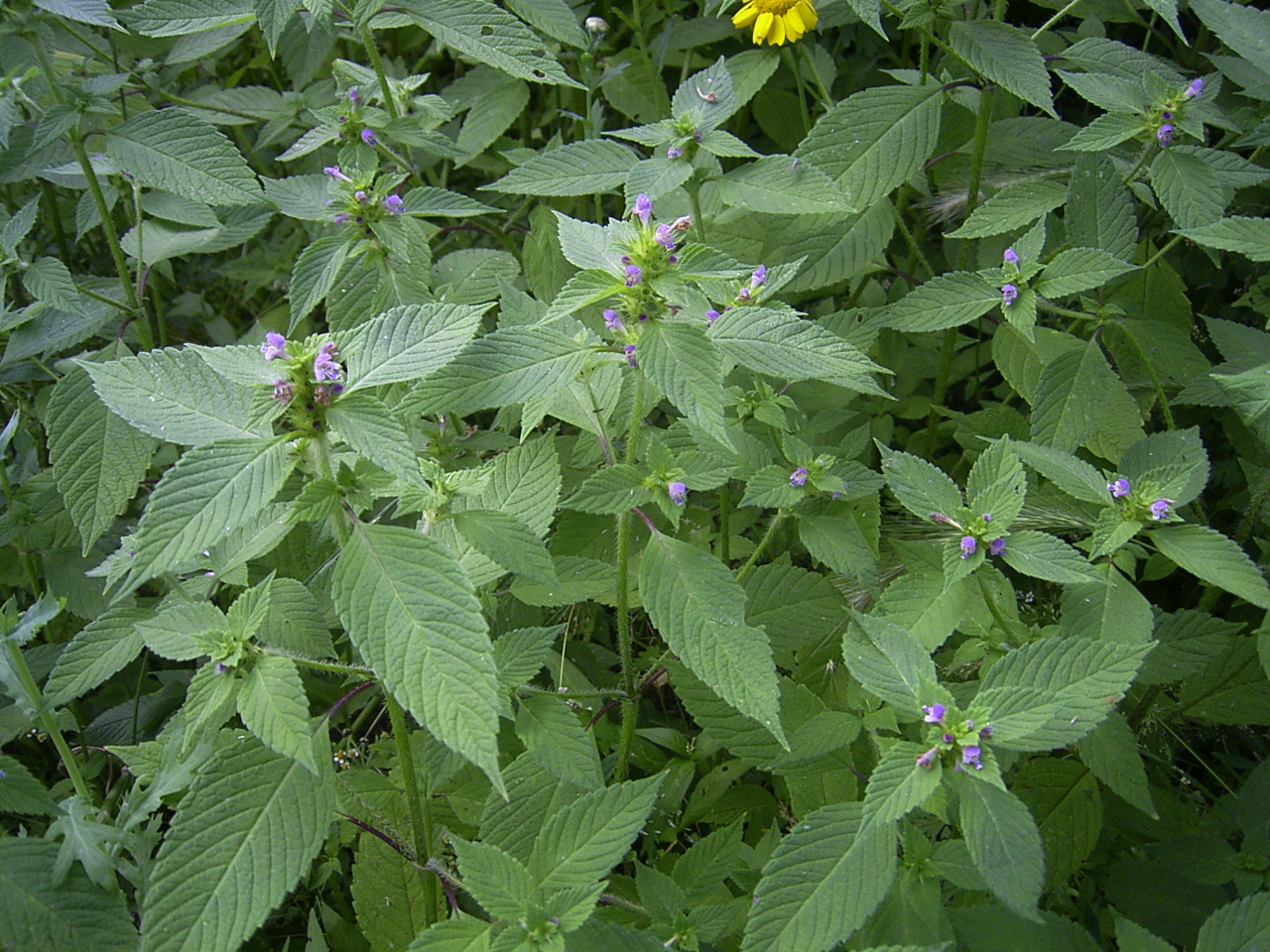
Pipdånets blommor kan ha diverse olika färger mellan vit och mörklila.

Pipdån pollineras bland annat av rovfjäril, nässelfjäril, gammafly (Autographa gamma) och större dagsvärmare (Macroglossum stellatarum). Det finns två bladbaggar som äter pipdånets blad, nämligen grön sköldbagge (Cassida viridis) och bladbille (Chrysolina fastuosa). Dessutom äter tofsmesen gärna pipdånets frö.

## Äldre användningsområden
Medicinskt
Pipdån är giftig och kan vid stort intag ha en förlamande effekt. Man använde den förr, i små doser, som muskelavslappnande medel. På vissa håll användes avkok på pipdån som behandling mot lungproblem och arten sägs även ha inflammationshämmande egenskaper.
Spånadsämne
Alla växter i släktet dån har förr i tiden tillvaratagits för utvinning av fibrer till spånad.
Oljor
Utvunna oljor användes bland annat för behandling av skinn och läder.

## Etymologi
Växtens artepitet, tetrahit, är en blandning av grekiskans ord för "fyra" och "omkrets", nämligen tetra samt hitus. Detta kan eventuellt syfta på den fyrkantiga stjälken.

## Traditionella svenska namn
- Då (Hälsingland)
- Dån (Västerbotten)
- Röddån
- Åkerblindnässla

## Synonymer
- Galeopsis alpicola Nyman
- Galeopsis carthusianorum
- Galeopsis gacognei Nyman
- Galeopsis leucantha Nyman
- Galeopsis nodosa Gray
- Galeopsis nodosa var. praecox (Jord.) Cariot & St.-Lag.
- Galeopsis praecox Jord.
- Galeopsis reichenbachii Reut.
- Galeopsis silvestris Borbás
- Galeopsis tetrahit f. alba Farw.
- Galeopsis tetrahit f. albiflora House
- Galeopsis tetrahit subsp. praecox (Jord.) Nyman
- Galeopsis tetrahit subsp. primaria Fr.
- Galeopsis tetrahit subsp. reichenbachii (Reut.) Nyman
- Galeopsis tetrahit subsp. verlotii (Jord.) Nyman
- Galeopsis urticifolia Salisb.
- Galeopsis verlotii Jord.
- Ladanum tetrahit (L.) Kuntze
- Lamium tetrahit (L.) Crantz
- Tetrahit navieri Fourr.
- Tetrahit nodosum Moench
- Tetrahit reichenbachii (Reut.) Fourr.
- Tetraith purpurascens Bubani